# Parafia św. Józefa w Chorzowie
Parafia św. Józefa w Chorzowie – rzymskokatolicka parafia pod wezwaniem św. Józefa w Chorzowie.

## Historia

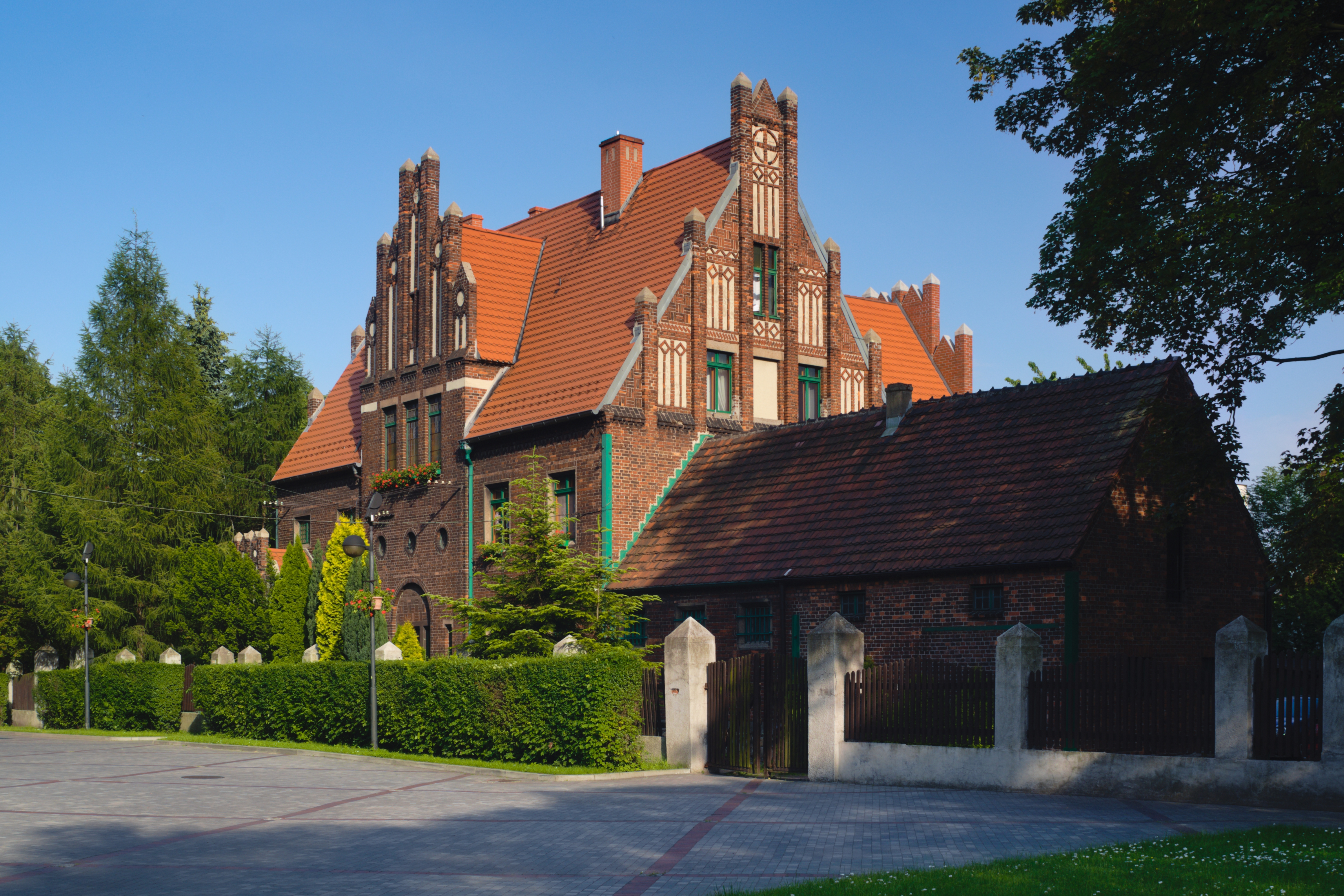
Zabytkowy budynek probostwa parafii św. Józefa (2020)

Parafia św. Józefa należała do parafii św. Barbary w Królewskiej Hucie i została w 1912 r. z niej wydzielona. Inicjatorem budowy kościoła był ks. Paweł Łukaszczyk, proboszcz parafii św. Barbary, który zmarł w 1905 r. Plany architektoniczne sporządził prof. Joseph Schmitz z Norymbergi. 
W dniu 16 października 1904 r. położono kamień węgielny pod budowę kościoła, w 1905 r. założono fundamenty i wzniesiono ściany. Budowę prowadzono 3 lata. Koszt całkowity wyniósł 500.000 ówczesnych marek niemieckich. Złożyły się na to Huta Królewska, Freikunksgelderfond, dary księcia biskupa kard. Knoppa z Wrocławia, kopalnia Król i składki parafian, natomiast resztę pożyczono. 18 listopada 1907 roku nowo wybudowany kościół św. Józefa poświęcił dziekan z Katowic ks. Wiktor Schmidt.

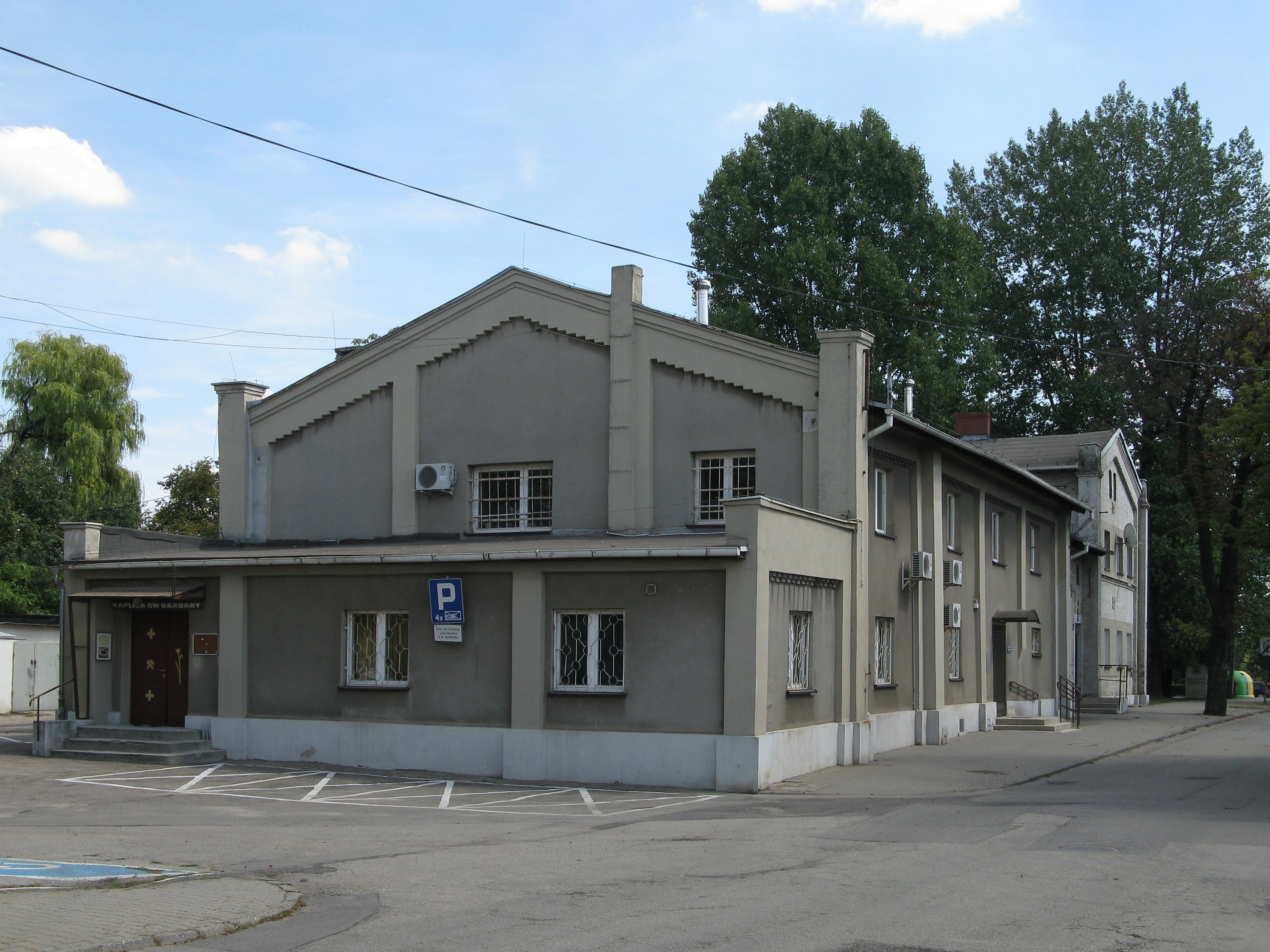
Kaplica św. Barbary w Chorzowie (2018)

W swoich początkach parafia liczyła 13 tysięcy wiernych. Liczba ta do drugiej wojny światowej ciągle wzrastała ze względu na budowę dużych osiedli mieszkaniowych na terenie parafii. W 1957 roku nastąpił pierwszy kapitalny remont kościoła i zabezpieczanie przed szkodami górniczymi; następny został przeprowadzony w 1969 roku i związany był również z usuwaniem szkód górniczych. Kościół jest położony na terenie zagrożonym szkodami górniczymi i dlatego obecnie trwa kolejny remont kapitalny. Kościół, dzięki wsparciu Urzędu Miasta i zaangażowaniu parafian, został oświetlony z zewnątrz oraz zainstalowano nowoczesny system oświetleniowy wewnątrz, oczyszczono i odmalowano wnętrze, odnowione zostały ołtarze, figury i malowidła ścienne. 
W latach 2005–2008 na mocy dekretu abpa Damiana Zimonia w parafii odprawiana była w każdą drugą niedzielę miesiąca Msza trydencka, jednak ze względu na niską frekwencję jej celebrowanie zostało zawieszone. Celebransem był ks. dr Antoni Dreja. 

## Proboszczowie
- ks. kan. Paweł Czaja (1911–1947)
- ks. Jan Nita (1947–1968)
- ks. kan. Leonard Swoboda (1968–1994)
- ks. Antoni Klemens (1994–2021)
- ks. prof. UE dr hab. Rafał Śpiewak (od 2021)